# Second Tactical Air Force

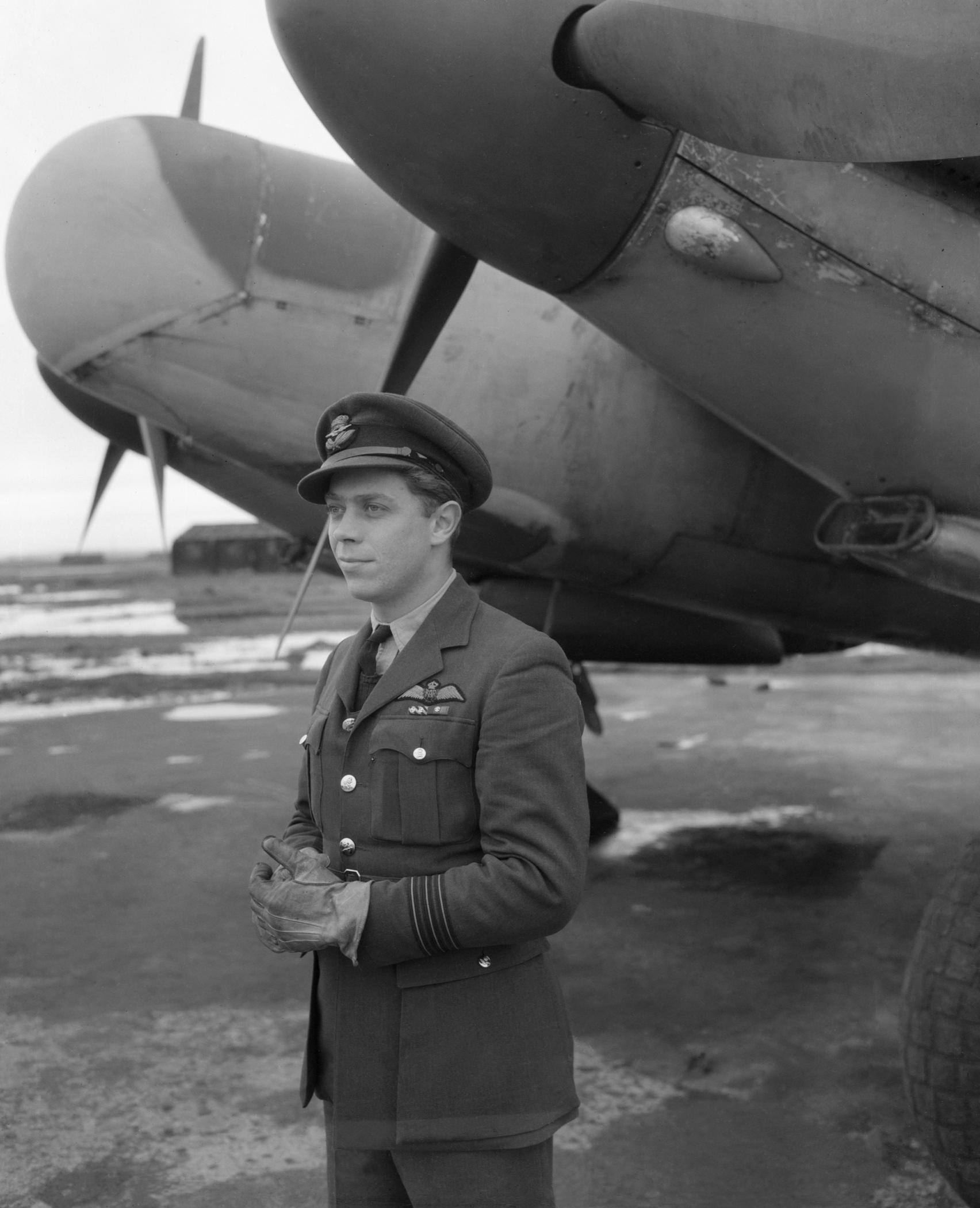
Royal Air Force.

La Second Tactical Force fut l'une des trois forces aériennes tactiques de la Royal Air Force, au cours de la Seconde Guerre mondiale.
Elle fut formée, en juin 1943, à partir du No.2 Group du Bomber Command et des No.83 Group et No.84 Group, du Fighter Command, et des unités de l'ancien Army Cooperation Command. Elle fut d'abord dirigée par l'Air Marshal Sir John d'Albiac, puis à partir du 21 janvier 1944, par l'Air Marshal Arthur Coningham qui avait auparavant commandé la Desert Air Force, en Afrique du Nord et en Italie. La Second Tactical Air Force assura l'appui des forces britanniques et canadiennes, formant l'aile gauche des Alliés sur le continent. Elle largua un total de 69 138 tonnes de bombes durant cette guerre.
Après la fin des hostilités en Europe, elle stationna dans la zone d'occupation britannique en Allemagne et, le 15 juillet 1945, elle fut renommée British Air Forces of Occupation jusqu'au 1er octobre 1951 où elle reprit son nom d'origine.
Elle forma le noyau de la 2 ATAF de l'OTAN dans les années 1950 puis devient la Royal Air Force Germany (en) le 1er janvier 1959.

## Commandants

### Second Tactical Air Force
- 1er juin 1943 Air Marshal Sir John d'Albiac
- 21 janvier 1944 Air Marshal Sir Arthur Coningham

### British Air Forces of Occupation
- 15 juillet 1945 Air Chief Marshal Sir Sholto Douglas
- 1er février 1946 Air Marshal Sir Philip Wigglesworth (en)
- 30 octobre 1948 Air Marshal Sir Thomas Williams (en)

### Second Tactical Air Force
- 1er octobre 1951 Air Chief Marshal Sir Robert Foster
- 3 décembre 1953 Air Marshal Sir Harry Broadhurst (en)
- 22 janvier 1956 Air Marshal The Earl of Bandon (en)
- 1er juin 1957 - Air Marshal Sir Humphrey Edwardes-Jones (en)

### Royal Air Force Germany
- 1er janvier 1959 - Air Marshal Sir Humphrey Edwardes-Jones (en)
- 7 janvier 1961 - Air Marshal Sir John Grandy
- 25 juin 1963 - Air Marshal Sir Ronald Lees (en)
- 6 décembre 1965 - Air Marshal Sir Denis Spotswood (en)
- 16 juillet 1968 - Air Marshal Christopher Foxley-Norris (en)
- 10 novembre 1970 - Air Marshal Harold Brownlow Martin (en)
- 4 avril 1973 - Air Marshal Nigel Maynard (en)
- 19 janvier 1976 - Air Marshal Sir Michael Beetham (en)
- 25 juillet 1977 - Air Marshal Sir John Stacey (en)
- 30 avril 1979 - Air Marshal Sir Peter Terry
- 2 février 1981 - Air Marshal Sir Thomas Kennedy (en)
- 9 avril 1983 - Air Marshal Sir Patrick Hine (en)
- 1er juillet 1985 - Air Marshal Sir David Parry-Evans (en)
- 13 avril 1987 - Air Marshal Sir Anthony Skingsley (en)
- 14 avril 1989 - Air Marshal Sir Roger Palin (en)
- 22 avril 1991 - Air Marshal Sir Andrew Wilson (en)